# José Manuel Gameiro
José Manuel Gameiro é um psiquiatra português e nasceu no dia 3 de Julho de 1949.
Doutorado em Psicologia e Saúde Mental pela Faculdade de Psicologia da Universidade do Porto, trabalha actualmente no Hospital Miguel Bombarda, em Lisboa, e ensina Psicologia da Família no Instituto Superior de Ciências da Saúde.
Foi membro fundador da Sociedade Portuguesa de Terapia Familiar (SPTF), constituída em 1979, e também fundador do Instituto de Terapia Familiar. 
Actualmente participa também como comentador no programa da SIC "Aqui e Agora".

## Obras
Publicou várias obras, tais como:
- Voando Sobre a Psiquiatria (1992);
- Quem Sai aos Seus (1994);
- Os Meus, Os Teus e Os Nossos – Novas Formas de Família (1998);
- Crónicas (1999);
- Nem contigo Nem Sem Ti (2004);
- Entre Marido e Mulher... Terapia de Casal (2007);
- Até que o Amor nos Separe (2011);
- Até que Consigas Voar (2014).

Em colaboração com Daniel Sampaio escreveu ainda:
- Droga Pais e Filhos (1978);
- Terapia Familiar (1985).